# Émile Vanrullen
Émile Vanrullen, né le 7 mars 1903 à Tourcoing et mort le 18 juillet 1980 à Annezin, est un homme politique français.

## Biographie
Issu d'un milieu ouvrier, Emile Vanrullen, fait ses études supérieures à l'université de Lille, où il participe à la formation des groupes d'études antifascistes tout en militant aux Jeunesses socialistes. En 1924, après l'obtention de sa licence en sciences-physiques, il entame à l'école pratique une carrière de professeur dans l'enseignement secondaire. En 1929, après avoir effectué son service militaire, Emile Vanrullen part enseigner dans l'Aisne, au lycée de Laon, avant d'être muté à Châlons-sur-Marne en 1934. Nommé secrétaire de la fédération socialiste en 1936 de ce département, il est élu l'année suivante au conseil général de la Marne sur le  Canton de Châlons-sur-Marne de 1937 à 1940.
Au sortir de la Seconde Guerre Mondiale, où il était dans la résistance, il est élu conseiller général sur le canton de Béthune-Sud de 1945 à 1961, année où il est battu par Maurice Cassez. Il est ensuite candidat sans succès aux deux Constituantes en quatrième puis sixième positions de la liste SFIO conduite par Guy Mollet. 
Il conduit ensuite la liste d'Union républicaine et socialiste aux élections au Conseil de la République du 8 décembre 1946 poste qu'il occupera jusqu'en 1965, sur la liste de Bernard Chochoy. Ayant obtenu 653 voix sur 2 258 suffrages exprimés, cette liste remporte deux des cinq sièges à pourvoir. Autre satisfaction personnelle, Emile Vanrullen entre au conseil municipal de Béthune en octobre 1947, mandat qu'il conserve jusqu'en 1959. Il en est même adjoint de 1953 à 1958.
À neuf reprises, les 27 décembre 1946, 14 janvier 1947 et 14 janvier 1948, 25 novembre 1948, 11 janvier 1949, 10 janvier 1950, 9 janvier 1951, 8 janvier 1952 et 5 juin 1952, il est nommé questeur du Conseil de la République,,,,,,,,.
En 1965, il se retire de la vie politique et décède 15 ans plus tard.

## Détail des fonctions et des mandats
Mandat parlementaire
- 8 décembre 1946 - 1er octobre 1965 : Conseiller de la République et sénateur du Pas-de-Calais